# فینال‌های ان‌بی‌ای ۱۹۷۲
سری فینال‌های قهرمانی جهان ان‌بی‌ای ۱۹۷۲ مرحلهٔ قهرمانی بازی‌های حذفی اتحادیهٔ ملی بسکتبال (ان‌بی‌ای) در فصل ۷۲–۱۹۷۱ می‌باشد که بین دو تیم نیویورک نیکس از کنفرانس شرق و لس آنجلس لیکرز از کنفرانس غرب در سری بازی‌های بهترین از هفت به انجام رسید و لیکرز در ۵ بازی توانست حریف خود را شکست بدهد و عنوان قهرمانی ان‌بی‌ای را به دست بیاورد.: 166  این نخستین قهرمانی لیکرز پس از انتقال این باشگاه از مینیاپولیس، مینه‌سوتا به لس آنجلس می‌باشد. این رقابت تکرار فینال‌های ان‌بی‌ای ۱۹۷۰ بود که در آن نیکس در طی هفت بازی حریف خود را شکست داده بود.
تیم لیکرز در بازی‌های عادی فصل در ۶۹ بازی به پیروزی رسید و رکورد ان‌بی‌ای در این بخش را از آن خود کرد، آن‌ها ۳۳ بازی پیاپی در فصل عادی پیروز شدند که این رکورد همچنان پابرجاست. رکورد ۶۹ برد در فصل عادی همچنان دست نخورده باقی ماند تا این‌که شیکاگو بولز در فصل ان‌بی‌ای فصل ۹۶–۱۹۹۵ (که مربی آن فیل جکسون بازیکن پیشین نیکس بود) در فصلی که با قهرمانی همراه بود، رکود ۷۲ برد را به ثبت رساند و رکورد دار تعداد پیروزی در فصل عادی شد.
آن‌ها توسط ویلت چمبرلین، بهترین ریباند کننده در آن فصل ان‌بی‌ای، رهبری می‌شدند. گیل گودریچ و جری وست نیز هر دو جز ده گلزن برتر ان‌بی‌ای بودند و لیکرزی‌ها با ثبت میانگین ۱۲۱ امتیاز در هر بازی، بهترین خط حملهٔ لیگ را در اختیار داشتند. وست همچنین در عملکرد پاس گل نیز صدرنشین ان‌بی‌ای بود. لیکرز در ریباند و پاس گل بهترین عملکرد را بین تیم‌های NBA داشت و در این شاخص‌های آماری در صدر قرار گرفت.
لس آنجلس در دور نخست بازی‌های پلی‌آف توانست شیکاگو بولزی را که در فصل عادی ۵۷ برد به دست آورد را جارو کند و سپس توانست میلواکی باکس (با رکورد ۶۳–۱۹) شکست دهد و قهرمان کنفرانس غرب لقب بگیرد. این سری تاریخی با رویارویی چمبرلین برابر کریم عبدالجبار و وست با اسکار رابرتسون همراه بود. نیویورک با کسب تنها ۴۸ برد در فصل عادی، حریف آسان‌تری برای لیکرز نسبت به میلواکی به نظر می‌آمد.
نیویورک از نظر دفاعی تیم برتری بود و آن‌ها تنها ۹۸٫۲٪ امتیاز در هر بازی به رقیبان خود دادند و به‌طور میانگین ۴۷٪ از پرتاب‌های بازیکنان این تیم تبدیل به امتیاز شد. آن‌ها در دور نخست بازی‌های حذفی بالتیمور بولتز، تیم ۳۸ برده در فصل عادی را شکست دادند و سپس بوستون سلتیکس که در فصل عادی ۵۶ پیروزی به دست آورده بود را از پیش رو برداشتند تا به عنوان قهرمان کنفرانس شرق راهی سری بازی‌های پایانی اتحادیهٔ ملی بسکتبال در فصل ۷۲–۱۹۷۱ شوند.

## پیش‌زمینه

### مسیر فینال
|  | نیمه‌نهایی‌های کنفرانس | نیمه‌نهایی‌های کنفرانس | نیمه‌نهایی‌های کنفرانس |         |    | فینال‌های کنفرانس | فینال‌های کنفرانس | فینال‌های کنفرانس |  |  | فینال‌های ان‌بی‌ای | فینال‌های ان‌بی‌ای | فینال‌های ان‌بی‌ای |
|  |                      |                      |                      |         |    |                  |                  |                  |  |  |                 |                 |                 |
|  | P1                   | لس آنجلس لیکرز       | ۴                    |         |    |                  |                  |                  |  |  |                 |                 |                 |
|  | M2                   | شیکاگو               | ۰                    |         |    |                  |                  |                  |  |  |                 |                 |                 |
|  | M2                   | شیکاگو               | ۰                    |         | P1 | لس آنجلس لیکرز   | ۴                |                  |  |  |                 |                 |                 |
|  | کنفرانس غرب          |                      |                      |         | P1 | لس آنجلس لیکرز   | ۴                |                  |  |  |                 |                 |                 |
|  |                      |                      | M1                   | میلواکی | ۲  |                  |                  |                  |  |  |                 |                 |                 |
|  | P2                   | گلدن استیت           | M1                   | میلواکی | ۲  | ۱                |                  |                  |  |  |                 |                 |                 |
|  | P2                   | گلدن استیت           |                      |         |    | ۱                |                  |                  |  |  |                 |                 |                 |
|  | M1                   | میلواکی              | ۴                    |         |    |                  |                  |                  |  |  |                 |                 |                 |
|  |                      |                      |                      |         |    |                  |                  |                  |  |  | P1              | لس آنجلس لیکرز  | ۴               |
|  |                      |                      | A2                   | نیویورک | ۱  |                  |                  |                  |  |  |                 |                 |                 |
|  | A1                   | بوستون               | ۴                    |         |    |                  |                  |                  |  |  |                 |                 |                 |
|  | C2                   | آتلانتا              | ۲                    |         |    |                  |                  |                  |  |  |                 |                 |                 |
|  | C2                   | آتلانتا              | ۲                    |         | A1 | بوستون           | ۱                |                  |  |  |                 |                 |                 |
|  | کنفرانس شرق          |                      |                      |         | A1 | بوستون           | ۱                |                  |  |  |                 |                 |                 |
|  |                      |                      | A2                   | نیویورک | ۴  |                  |                  |                  |  |  |                 |                 |                 |
|  | C1                   | بالتیمور             | A2                   | نیویورک | ۴  | ۲                |                  |                  |  |  |                 |                 |                 |
|  | C1                   | بالتیمور             |                      |         |    | ۲                |                  |                  |  |  |                 |                 |                 |
|  | A2                   | نیویورک              | ۴                    |         |    |                  |                  |                  |  |  |                 |                 |                 |

## خلاصه سری
| بازی   | تاریخ               | تیم میزبان     | نتیجه                   | تیم مهمان      | داور                                        |
| ------ | ------------------- | -------------- | ----------------------- | -------------- | ------------------------------------------- |
| بازی ۱ | ۲۶ آوریل (چهارشنبه) | لس آنجلس لیکرز | ۹۲–۱۱۴ (۰–۱)            | نیویورک نیکس   |                                             |
| بازی ۲ | ۳۰ آوریل (یکشنبه)   | لس آنجلس لیکرز | ۱۰۶–۹۲ (۱–۱)            | نیویورک نیکس   | Mendy Rudolph, Jack Madden                  |
| بازی ۳ | ۳ مه (چهارشنبه)     | نیویورک نیکس   | ۹۶–۱۰۷ (۱–۲)            | لس آنجلس لیکرز |                                             |
| بازی ۴ | ۵ مه (جمعه)         | نیویورک نیکس   | ۱۱۱–۱۱۶ وقت اضافه (۱–۳) | لس آنجلس لیکرز | Jake O'Donnell                              |
| بازی ۵ | ۷ مه (یکشنبه)       | لس آنجلس لیکرز | ۱۱۴–۱۰۰ (۴–۱)           | نیویورک نیکس   | Richie Powers, Jack Madden, Ed Rush (ذخیره) |

لیکرز برندهٔ سری ۴–۱